# 亞庫比夫卡 (切爾尼戈夫區)
51°22′45″N 31°7′5″E / 51.37917°N 31.11806°E
亞庫比夫卡（烏克蘭語：Якубівка），是烏克蘭北部切爾尼戈夫州切爾尼戈夫區洪恰里夫斯凯市镇的村落。始建於1781年，面積0.33平方公里，海拔高度122米，2001年人口71，人口密度每平方公里215.2人。